# Хуцураули, Мариам
Мариам Хуцураули (груз. მარიამ ხუცურაული; имя при рождении ― Мариам Константиновна Хуцураули, литературный псевдоним ― Саната; род. 15 января 1960, Телавский район) ― грузинская поэтесса и писательница.

## Биография
Родилась 15 января 1960 года в городе Телави, Грузинская ССР.
В 1977 году окончила Телавскую государственную школу № 3. В 1982 году окончила юридический факультет Тбилисского государственного университета. Работала юристом в различных государственных организациях Грузии.

## Творчество
Стихи Мариам Хуцураули были опубликованы в грузинском литературном журнале «Literaturuli Palitra» (Литературная палитра) в 2011 году. Она является автором семи поэтических сборников и сборников рассказов под редакцией Михо Мосулишвили. Ее стихи перевела на английский язык Манана Матиашвили.
Хуцураули — поэтесса, которая пишет стихи на диалекте пшави, распространённом на севере Грузии. Песни Теоны Кумсиашвили «Роза канина» и «По мотивам Пшави», написанные на стихи Хуцураули, стали хитами в социальных сетях в Грузии. С 2011 года Мариам Хуцураури является учредителем женского литературного конкурса «Хварамзеоба».

## Книги
- Книга Санаты, Стихи, 2009, ISBN 978-99940-60-64-1[2]
- Книга Санаты, Стихи, 2012, ISBN 978-9941-9260-8-2
- Дом Санаты, Стихи, 2012, ISBN 978-9941-9260-9-9[3]
- Сундук Санаты, рассказы, 2012, ISBN 978-9941-9273-0-0[4]
- Цветок улыбается цветом огня, Стихи, 2016, ISBN 978-9941-469-01-5
- Косить под небом, Рассказы, 2016, ISBN 978-9941-469-00-8
- Сквозь лучи бриллиантов, Аудио-стихи, 2016